# Graçay
Graçay est une commune française située à la pointe centre-ouest du département du Cher, en limite de l'Indre et dans la région Centre-Val de Loire.

## Géographie

### Localisation
Graçay est située dans l'extrémité ouest du département du Cher, à 8 km au nord de Vatan (Indre). Le village se trouve à 5 km de l'autoroute A20.
Le territoire de la commune est limitrophe de ceux de sept communes, dont cinq dans le département de l'Indre :
| Anjouin (Indre)        |                          | Genouilly              |
| Saint-Outrille (Indre) | Graçay                   | Nohant-en-Graçay       |
| Reboursin (Indre)      | Meunet-sur-Vatan (Indre) | Luçay-le-Libre (Indre) |

### Hydrographie
Le village est drainé par le Fouzon et le Pozon, qui confluent près de la commune de Saint-Outrille
Il s'agit d'affluents du Cher, et donc de sous-affluents de  la Loire.

### Climat
Pour des articles plus généraux, voir Climat du Centre-Val de Loire et Climat du Cher.
En 2010, le climat de la commune est de type climat océanique dégradé des plaines du Centre et du Nord, selon une étude du CNRS s'appuyant sur une série de données couvrant la période 1971-2000. En 2020, Météo-France publie une typologie des climats de la France métropolitaine dans laquelle la commune est exposée à un climat océanique altéré et est dans la région climatique  Centre et contreforts nord du Massif Central, caractérisée par un air sec en été et un bon ensoleillement. 
Pour la période 1971-2000, la température annuelle moyenne est de 11,7 °C, avec une amplitude thermique annuelle de 15,5 °C. Le cumul annuel moyen de précipitations est de 699 mm, avec 11,1 jours de précipitations en janvier et 7 jours en juillet. Pour la période 1991-2020, la température moyenne annuelle observée sur la station météorologique installée sur la commune est de 12,1 °C et le cumul annuel moyen de précipitations est de 741,3 mm,. Pour l'avenir, les paramètres climatiques de la commune estimés pour 2050 selon différents scénarios d'émission de gaz à effet de serre sont consultables sur un site dédié publié par Météo-France en novembre 2022.
| Mois                                  | jan.             | fév.           | mars           | avril         | mai           | juin           | jui.           | août           | sep.          | oct.            | nov.            | déc.             | année      |
| ------------------------------------- | ---------------- | -------------- | -------------- | ------------- | ------------- | -------------- | -------------- | -------------- | ------------- | --------------- | --------------- | ---------------- | ---------- |
| Température minimale moyenne (°C)     | 1,5              | 1              | 3              | 4,9           | 8,8           | 12,2           | 13,9           | 13,7           | 10,4          | 8,2             | 4,3             | 2                | 7          |
| Température moyenne (°C)              | 4,6              | 5,2            | 8,4            | 11,1          | 14,9          | 18,4           | 20,3           | 20,2           | 16,5          | 12,9            | 7,9             | 5                | 12,1       |
| Température maximale moyenne (°C)     | 7,7              | 9,3            | 13,8           | 17,2          | 20,9          | 24,6           | 26,8           | 26,7           | 22,7          | 17,5            | 11,6            | 8,1              | 17,2       |
| Record de froid (°C) date du record   | −20,1 17.01.1987 | −16,5 06.02.12 | −11,4 01.03.05 | −5,4 04.04.22 | −0,8 06.05.19 | 2,7 07.06.1986 | 5,8 13.07.1993 | 3,2 31.08.1986 | 0,7 20.09.12  | −5,2 30.10.1997 | −9,7 23.11.1993 | −15,4 31.12.1985 | −20,1 1987 |
| Record de chaleur (°C) date du record | 17,2 25.01.16    | 22,6 27.02.19  | 26,6 31.03.21  | 31 20.04.1968 | 34,1 27.05.05 | 40,1 18.06.22  | 41,2 25.07.19  | 39,5 05.08.03  | 36,2 14.09.20 | 30,8 01.10.1985 | 24,3 08.11.15   | 18,3 16.12.1989  | 41,2 2019  |
| Précipitations (mm)                   | 62               | 51,4           | 52,8           | 62,3          | 74,6          | 54,3           | 56,3           | 57,5           | 59,4          | 71,9            | 67,7            | 71,1             | 741,3      |

## Urbanisme

### Typologie
Au 1er janvier 2024, Graçay est catégorisée bourg rural, selon la nouvelle grille communale de densité à 7 niveaux définie par l'Insee en 2022.
Elle est située hors unité urbaine. Par ailleurs la commune fait partie de l'aire d'attraction de Vierzon, dont elle est une commune de la couronne,. Cette aire, qui regroupe 20 communes, est catégorisée dans les aires de moins de 50 000 habitants,.

### Occupation des sols

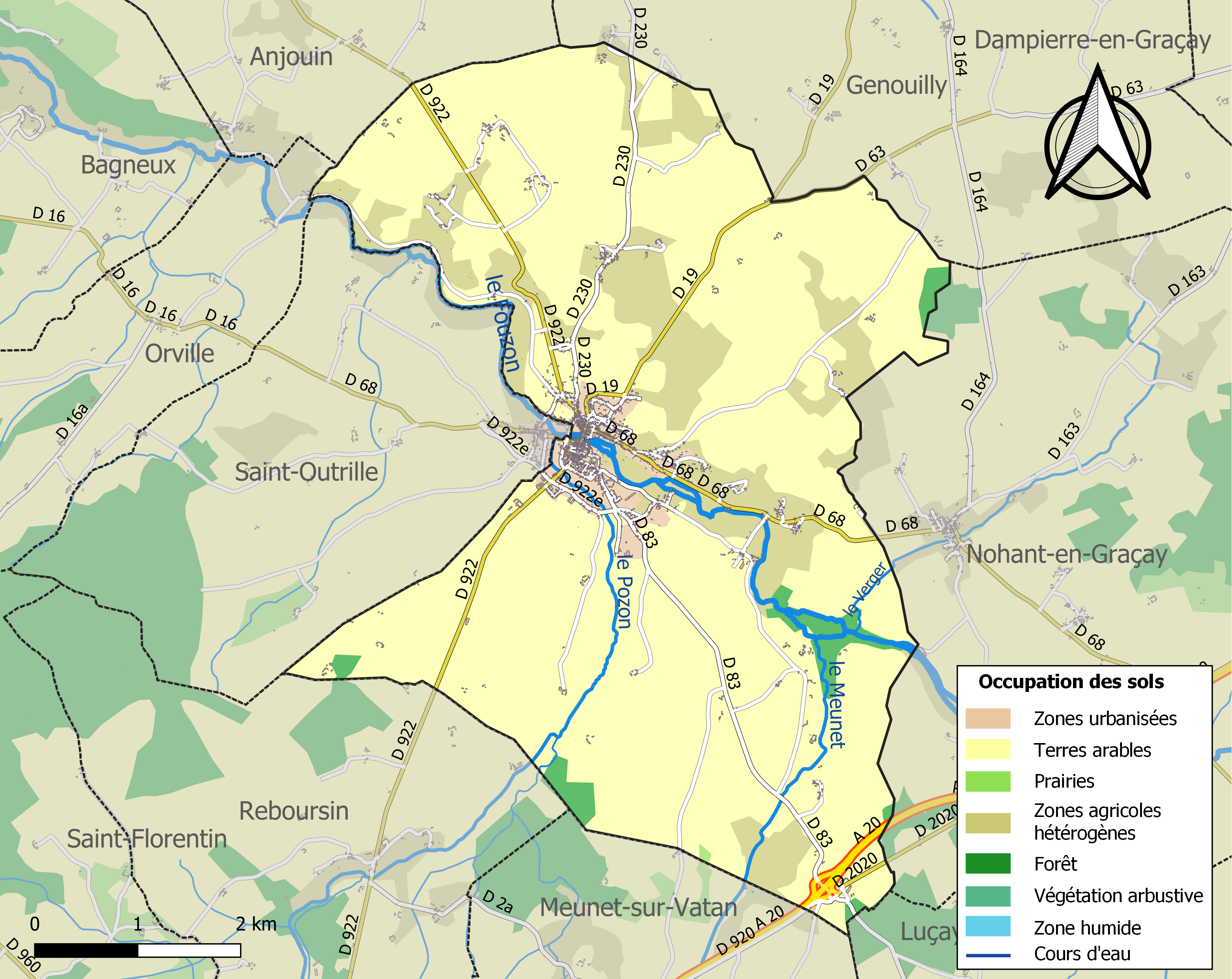
Carte des infrastructures et de l'occupation des sols de la commune en 2018 (CLC).

L'occupation des sols de la commune, telle qu'elle ressort de la base de données européenne d’occupation biophysique des sols Corine Land Cover (CLC), est marquée par l'importance des territoires agricoles (94,4 % en 2018), en diminution par rapport à 1990 (95,5 %). La répartition détaillée en 2018 est la suivante : 
terres arables (78,4 %), zones agricoles hétérogènes (15,9 %), zones urbanisées (3,4 %), forêts (2,2 %).
L'évolution de l’occupation des sols de la commune et de ses infrastructures peut être observée sur les différentes représentations cartographiques du territoire : la carte de Cassini (XVIIIe siècle), la carte d'état-major (1820-1866) et les cartes ou photos aériennes de l'IGN pour la période actuelle (1950 à aujourd'hui).

### Habitat et logement
En 2018, le nombre total de logements dans la commune était de 921, alors qu'il était de 917 en 2013 et de 952 en 2008.
Parmi ces logements, 74,7 % étaient des résidences principales, 15,8 % des résidences secondaires et 9,5 % des logements vacants. Ces logements étaient pour 91,2 % d'entre eux des maisons individuelles et pour 8,5 % des appartements.
Le tableau ci-dessous présente la typologie des logements à Graçay en 2018 en comparaison avec celle du Cher et de la France entière. Une caractéristique marquante du parc de logements est ainsi une proportion de résidences secondaires et logements occasionnels (15,8 %) supérieure à celle du département (7,5 %) et à celle de la France entière (9,7 %). Concernant le statut d'occupation de ces logements, 67,8 % des habitants de la commune sont propriétaires de leur logement (69,4 % en 2013), contre 67,1 % pour le Cher et 57,5 pour la France entière.
| Typologie                                               | Graçay | Cher | France entière |
| ------------------------------------------------------- | ------ | ---- | -------------- |
| Résidences principales (en %)                           | 74,7   | 79,6 | 82,1           |
| Résidences secondaires et logements occasionnels (en %) | 15,8   | 7,5  | 9,7            |
| Logements vacants (en %)                                | 9,5    | 12,9 | 8,2            |

### Risques majeurs
Le territoire de la commune de Graçay est vulnérable à différents aléas naturels : météorologiques (tempête, orage, neige, grand froid, canicule ou sécheresse), mouvements de terrains et séisme (sismicité faible). Il est également exposé à un risque technologique, le transport de matières dangereuses. Un site publié par le BRGM permet d'évaluer simplement et rapidement les risques d'un bien localisé soit par son adresse soit par le numéro de sa parcelle.

#### Risques naturels

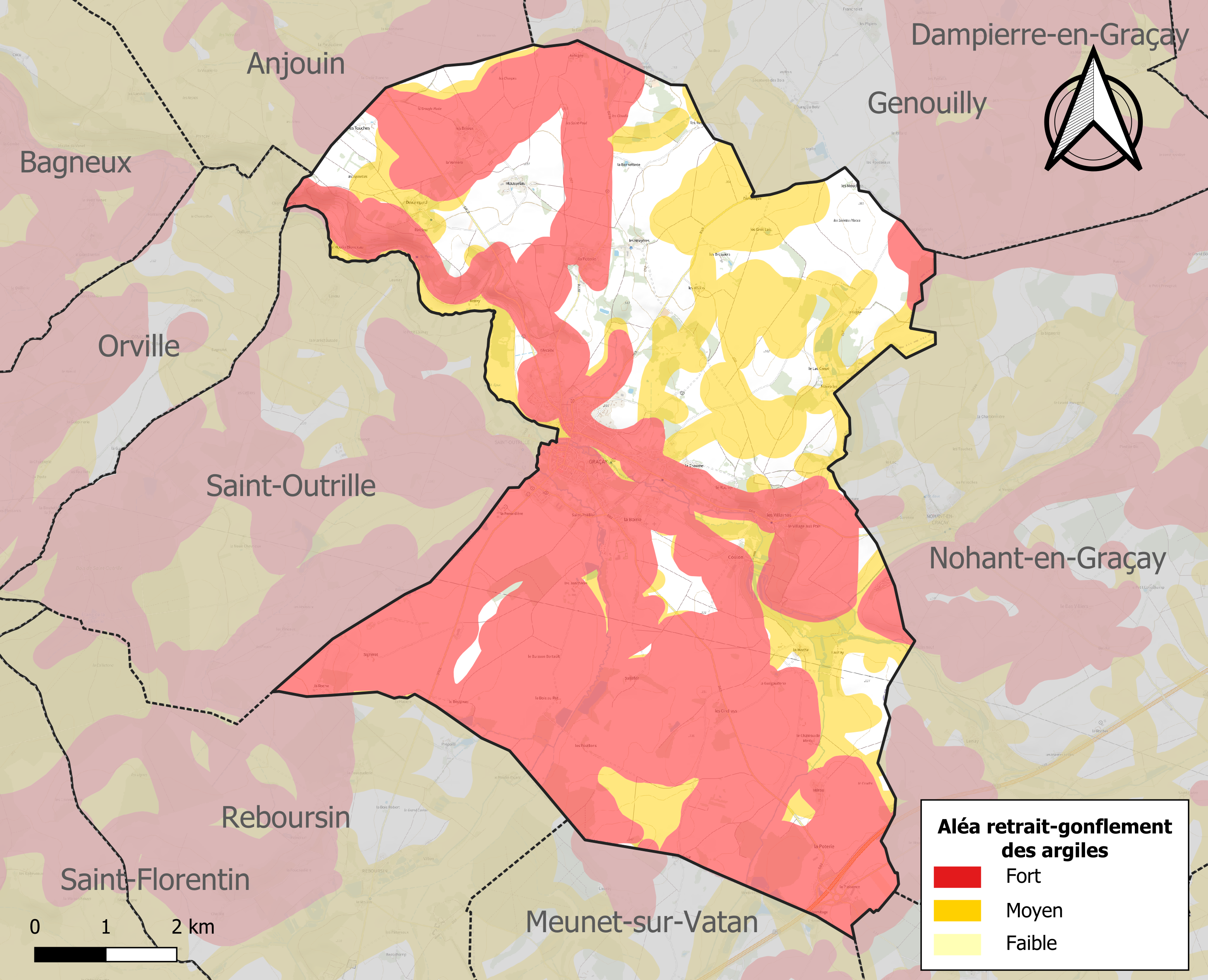
Carte des zones d'aléa retrait-gonflement des sols argileux de Graçay.

La commune est vulnérable au risque de mouvements de terrains constitué principalement du retrait-gonflement des sols argileux. Cet aléa est susceptible d'engendrer des dommages importants aux bâtiments en cas d’alternance de périodes de sécheresse et de pluie. 81,3 % de la superficie communale est en aléa moyen ou fort (90 % au niveau départemental et 48,5 % au niveau national). Sur les 901 bâtiments dénombrés sur la commune en 2019, 845 sont en aléa moyen ou fort, soit 94 %, à comparer aux 83 % au niveau départemental et 54 % au niveau national. Une cartographie de l'exposition du territoire national au retrait gonflement des sols argileux est disponible sur le site du BRGM,.
Concernant les mouvements de terrains, la commune a été reconnue en état de catastrophe naturelle au titre des dommages causés par la sécheresse en 1989, 1991, 2002, 2006, 2018 et 2019 et par des mouvements de terrain en 1999.

#### Risques technologiques
Le risque de transport de matières dangereuses sur la commune est lié à sa traversée par des infrastructures routières ou ferroviaires importantes ou la présence d'une canalisation de transport d'hydrocarbures. Un accident se produisant sur de telles infrastructures est en effet susceptible d’avoir des effets graves au bâti ou aux personnes jusqu’à 350 m, selon la nature du matériau transporté. Des dispositions d’urbanisme peuvent être préconisées en conséquence.

## Histoire
Au Moyen Âge, Graçay était une importante seigneurie.
Extrait de "Lecture sur l'histoire du Berry." Par J-B Perchaud. Edition 1905.
..."A son retour de Palestine, Louis VII répudia Aliénor d'Aquitaine, qui épousa le roi d'Angleterre en lui apportant en dot toute l'Aquitaine, qui comprenait la partie du Berry située sur la rive gauche du Cher. C'est ainsi que les puissants comtes de Déols devinrent les ennemis du roi de France. Il s'ensuivit une guerre dans laquelle La Châtre, Châteaumeillant, Déols, Cluis, furent brulés. Dès ce moment, la guerre était inévitable entre le roi de France et le roi d'Angleterre... Louis VII et Henri II ainsi que le jeune Philippe-Auguste eurent une conférence à Graçay, où ils essayèrent vainement de régler leurs différends (entre1176 et 1179). Ce fut la fameuse rencontre des 3 Rois.
Le roi de France mourut peu après, protestant contre la mauvaise foi de son rival et adjurant son fils de soutenir vaillamment sa  cause...La guerre recommença bientôt entre la France et l'Angleterre. Parti de Bourges, le roi de France prit Graçay, Issoudun, et attaqua Châteauroux, place très forte et bien gardée. Obligé de lever le siège par l'arrivée de Richard Cœur de Lion, il fut plus heureux l'année suivante...sous Henry IV: M de la Châtre, chef des ligueurs, continuait la guerre. Il s'empara de Chârost et en massacra les courageux défenseurs. Il prit aussi La Chapelle d'Angillon, Saint-Amand Montrond, Lignières, La Châtre, Sainte Sévère (1590). M. de Vatan, dévoué au roi, dirigea contre Graçay une attaque où ses soldats furent presque tous tués (1591)...En 1616, les troupes de Henri de Bourbon, prince de Condé attaquèrent sans succès Vierzon et Graçay et s'emparèrent de Vouillon, La Ferté-Sainte-Fauste et Bourges.." 
Extrait de" Mémoire historique sur le Berry..." Par Philippe Jacques de Bengy de Puyvallée. Edition 1842.
..." Louis le Jeune et Philippe Auguste furent continuellement en guerre avec Henri II pour arracher de ses mains la principauté de Déols.Le Berry devint le théâtre de leurs dissensions et de leurs querelles. Les bords du Cher, qui formaient les limites des deux états, furent également ravagés par leurs armées. Les seigneurs du Berry, dont les terres étaient situées sur les bords du Cher, telles que celles de Chârost, de Mehun, Graçay, Vierzon, Qunincy et Brinay, furent contraints de prendre alternativement parti pour ou contre les deux rois. Leurs châteaux furent rasés, leurs vassaux pillés, les villages incendiés, les habitants ruinés. C'est à cette première époque, qu'il faut attribuer la ruine et la dépopulation du Berry... " 
Etienne de Graçay, promet à Philippe Auguste, en janvier 1211, à Moret, que Geoffroy de Palluau lui rendra sa forteresse chaque fois qu'il en sera requis, à grande et petite force.(conférence sur les anciennes abbayes et les vieux châteaux...par Victor Albans Fauconneau-Dufresne. 1876)
Extrait de "Vie de Philippe Auguste." Par Rigord. Edition 1825.
Convention de paix entre Philippe, roi des Français, et Richard, roi d'Angleterre:(1196) ..."8. Pour établir une paix solide entre nous et notre seigneur le roi Français, il nous cède et nous abandonne à perpétuité, ainsi qu'à nos héritiers, Issoudun, Graçay, et tous les fiefs dépendants d'Issoudun et de Graçay, le fief de la Châtre..." 
Extrait de" Recueil des actes de Philippe Auguste, roi de France."Edition 1916.
786: 1204, du 25 avril, au 9 avril 1205: Philippe Auguste confirme un accord conclu entre Etienne, seigneur de Graçay, et la chapitre de Bourges touchant les coutumes dues audit seigneur et au chapitre sur la seigneurie de Maray
Extrait de "La grande encyclopédie..."Edition 1885-1902.
Blanche de Castille, reine de France, femme de Louis VIII, roi de France, fille d'Alphonse IX, roi de Castille et d'Aliénor Plantagenêt, elle-même fille d'Henri II Plantagenêt roi d'Angleterre, et d'Aliénor d'Aquitaine. L'un des articles du traité de paix conclu en janv. 1200 entre Philippe Auguste, roi de France, et Jean, roi d'Angleterre, portait que Louis, fils de Philippe Auguste, épouserait la nièce de Jean, qui était Blanche de Castille. Par acte du mois de mai suivant, Jean, roi d'Angleterre, donna à Louis, en faveur de son mariage avec sa nièce, le fief d'Issoudun, celui de Graçay, et les autres fiefs du Berry tenus auparavant par lui.... 

Témoins de l'époque féodale, des remparts médiévaux, une motte seigneuriale, et l'abside Saint-Martin de l'église de la fin du XIe siècle.
La communauté de Coulon, indépendante de Graçay à l’époque, connait un important essor démographique au début du XVIIIe siècle, puisqu’elle passe de 111 feux en 1709 à 162 en 1726. La communauté de Saint-Phallier est elle en crise démographique, comme le reste de l’élection d’Issoudun, puisqu’elle passe de 45 feux en 1709 à 43 en 1726. L’hiver de 1709-1710 notamment cause de nombreuses pertes, ainsi que la grande canicule de 1719 (qui tua beaucoup par dysenterie).
Avant 1806, la commune a absorbé celles voisines d'Avexi, de Coulon et de Saint-Phâlier ; cette dernière porta provisoirement, au cours de la Révolution française, le nom de La Liberté.
La commune fut desservie, de 1904 à 1939, par une ligne de chemin de fer secondaire à voie métrique des tramways de l'Indre qui reliaient  Issoudun et Vatan à Vierzon.

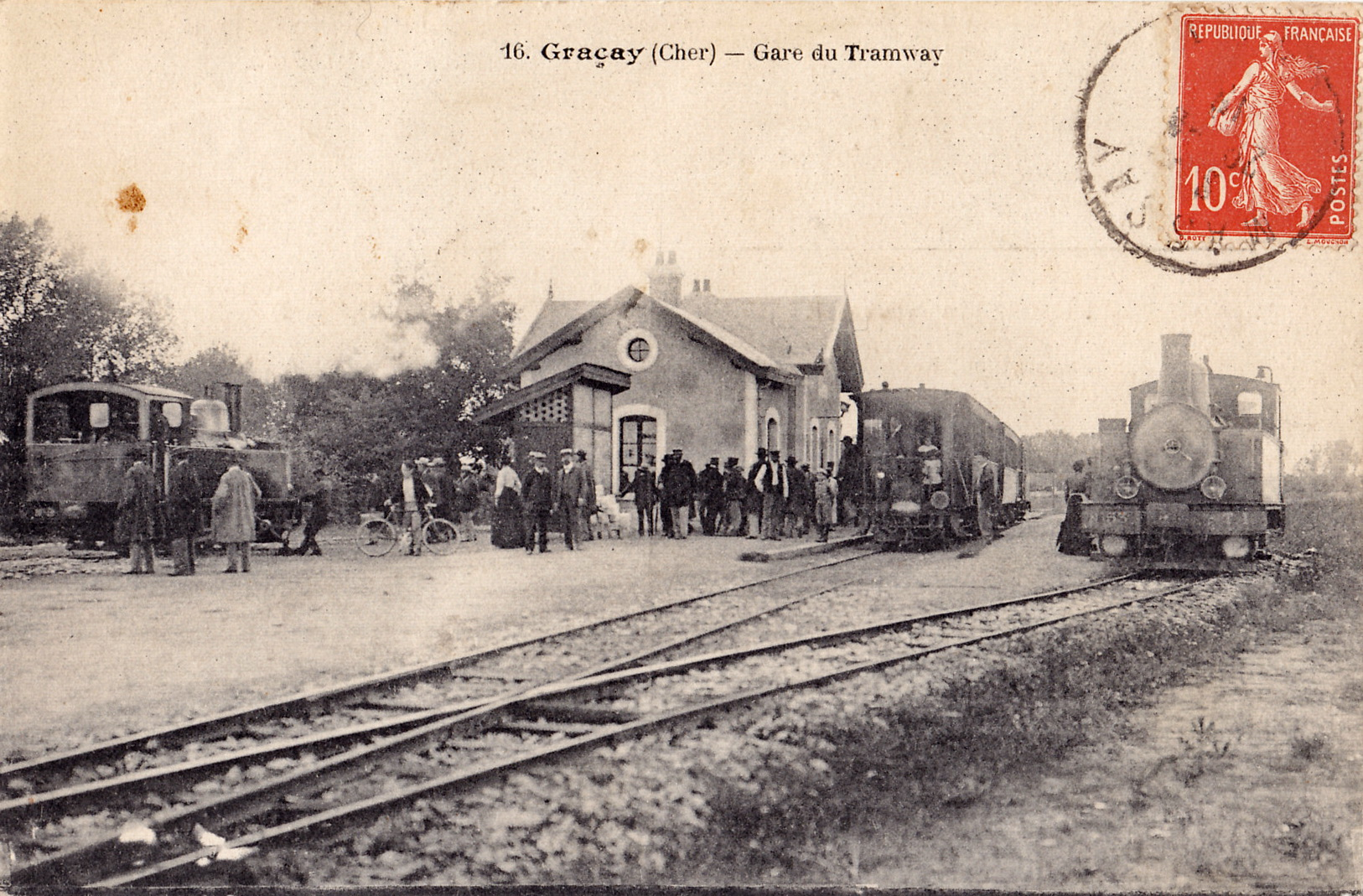
Une belle animation en gare de Gracay, avec un train et deux locomotives à vapeur.

## Politique et administration

### Rattachements administratifs et électoraux
La commune se trouve dans le département du Cher et, depuis 1984, dans l'arrondissement de Vierzon. Pour l'élection des députés, elle fait partie depuis 1988 de la deuxième circonscription du Cher.
Elle était depuis 1793 le chef-lieu du canton de Graçay. Dans le cadre du redécoupage cantonal de 2014 en France, la commune est désormais intégrée au canton de Vierzon-2.

### Intercommunalité
Graçay et Saint-Outrille ont créé fin 1993 la communauté de communes de Graçay Saint-Outrille, qui a pris la dénomination de communauté de communes des Vallées vertes du Cher Ouest à la suite de l'adhésion de nouvelles communes en 2000.
Cette intercommunalité fusionne avec la communauté de communes Vierzon Pays des Cinq rivières, la nouvelle intercommunalité créée le 1er janvier 2013 portant le nom de communauté de communes Vierzon Sologne Berry.
Le 1er janvier 2020, celle-ci a fusionné avec la communauté de communes les Villages de la Forêt pour former la communauté de communes Vierzon-Sologne-Berry et Villages de la Forêt, dont la commune est désormais membre.

### Tendances politiques et résultats
Lors des élections municipales de 2014 dans le Cher, la liste FG menée par le maire sortant Jean-Pierre Charles est la seule candidate et est donc élue en totalité avec 450 voix.
Lors de ce scrutin, 43,09 % des électeurs se sont abstenus et 155 d'entre eux ont voté blanc ou nul (25,62 %)
Lors du premier tour des élections municipales de 2020 dans le Cher, la liste menée par le maire sortant Jean-Pierre Charles a obtenu la majorité absolue des suffrages exprimés, avec 366 voix (66,06 %, 13 conseillers municipaux élus dont 2 communautaires), devançant très largement celle menée par Pascal Mornet-Grégoire (188 voix, 33,93 %, 2 conseillers municipaux élus).
Lors de ce scrutin marqué par la Pandémie de Covid-19 en France, 40,65 % des électeurs se sont abstenus.

### Liste des maires
| Période                                  | Période | Identité                 | Étiquette | Qualité                   |
| ---------------------------------------- | ------- | ------------------------ | --------- | ------------------------- |
| Les données manquantes sont à compléter. |         |                          |           |                           |
| 1789                                     | 1792    | François Joachim Léonard |           | Procureur fiscal, notaire |

| Période                                  | Période                        | Identité                             | Étiquette     | Qualité |
| ---------------------------------------- | ------------------------------ | ------------------------------------ | ------------- | --- |
| Les données manquantes sont à compléter. |                                |                                      |               | |
| 1792                                     | 1800                           | Jean Chauchy                         |               | Procureur, notaire |
| 1800                                     | 1806                           | Jean-Joseph Guillot                  |               | Notaire |
| 1806                                     | 1813                           | Jean Chauchy                         |               | Procureur, notaire |
| 1813                                     | 1830                           | Louis Philibert Jouslin              |               | Militaire |
| 1830                                     | 1843                           | Jean-Baptiste Bessault               |               | Juge de paix, propriétaire |
| 1843                                     | 1844                           | Antoine Delaporte                    |               | Percepteur |
| 1844                                     | 1847                           | Claude Espérance Mazuyer (démission) |               | Propriétaire |
| 1847                                     | 1851                           | Pierre Octave Brétault               |               | Notaire |
| 1851                                     | 1855                           | Philibert Dermetz                    |               | |
| 1855                                     | 1864                           | Pierre Octave Brétault               |               | Notaire |
| 1864                                     | 1870                           | Félix Amboise Jouannin (révoqué)     |               | Propriétaire |
| 1870                                     | 1871                           | Jean de Dieu Lefèvre (par intérim)   |               | Chapelier, propriétaire |
| 1871                                     | 1878                           | Félix Amboise Jouannin               |               | Propriétaire |
| 1878                                     | 1880                           | Ludovic Martinet                     |               | Archéologue, auteur du « Berry préhistorique » (1878) |
| 1920                                     | 1922                           | Alexandre Mercier                    |               | Propriétaire, limonadier |
| 1922                                     | 1925                           | Joseph Lacueille                     |               | Instituteur |
| 1925                                     | 1930                           | Louis Sourioux                       |               | Négociant |
| 1930                                     | 1935                           | Alexandre Vigneron                   |               | Comptable |
| 1935                                     | 1941                           | Edmond Ferragu                       |               | Marchand de tissus |
| 1941                                     | 1943                           | Eugène Pessault                      |               | Négociant |
| 1943                                     | 1944                           | Henry Porte                          |               | Gendarme |
| 1944                                     | 1968                           | Edmond Ferragu                       | SFIO puis PCF | Marchand de tissus |
| 1968                                     | 1988                           | Pierre Monin                         | DVD           | Militaire aviateur |
| 1988                                     | 1990                           | Pierre François                      | DVD           | |
| 1990                                     | juin 1995                      | Anne-Marie Dupré                     | RPR           | Coiffeuse |
| juin 1995                                | décembre 1998                  | Henri Beaufol                        | PCF           | Démissionnaire |
| décembre 1998                            | janvier 2022                   | Jean-Pierre Charles,                 | PCF           | Vice-président du conseil général du Cher (2008 → 2015 ) conseiller général de Graçay (2008 → 2015) Conseiller départemental de Vierzon-2 (2015 → ) Président de la Communauté de communes des Vallées vertes du Cher Ouest (2000 → 2012) Vice-président de la communauté de communes Vierzon Sologne Berry (2013 → 2019) Vice-président de la CC Vierzon-Sologne-Berry et Villages de la Forêt (2020→ ) |
| février 2022                             | En cours (au 1er février 2022) | Michel Archambault                   | DVG           | Vice-président de la CC communauté de communes Vierzon Sologne Berry (2020 → 2020) |

### Distinctions et labels
Dans son palmarès 2016, le conseil national de villes et villages fleuris a attribué une fleur à la commune au Concours des villes et villages fleuris.

## Population et société

### Démographie
L'évolution du nombre d'habitants est connue à travers les recensements de la population effectués dans la commune depuis 1793. Pour les communes de moins de 10 000 habitants, une enquête de recensement portant sur toute la population est réalisée tous les cinq ans, les populations de référence des années intermédiaires étant quant à elles estimées par interpolation ou extrapolation. Pour la commune, le premier recensement exhaustif entrant dans le cadre du nouveau dispositif a été réalisé en 2006.

En 2022, la commune comptait 1 245 habitants, en évolution de −14,37 % par rapport à 2016 (Cher : −2,48 %, France hors Mayotte : +2,11 %).
| 1793 | 1800  | 1806  | 1821  | 1831  | 1836  | 1841  | 1846  | 1851  |
| ---- | ----- | ----- | ----- | ----- | ----- | ----- | ----- | ----- |
| 572  | 2 199 | 2 224 | 2 580 | 2 787 | 2 986 | 3 075 | 3 245 | 3 239 |

| 1856  | 1861  | 1866  | 1872  | 1876  | 1881  | 1886  | 1891  | 1896  |
| ----- | ----- | ----- | ----- | ----- | ----- | ----- | ----- | ----- |
| 3 169 | 3 205 | 3 291 | 3 315 | 3 168 | 3 140 | 3 022 | 3 024 | 2 824 |

| 1901  | 1906  | 1911  | 1921  | 1926  | 1931  | 1936  | 1946  | 1954  |
| ----- | ----- | ----- | ----- | ----- | ----- | ----- | ----- | ----- |
| 2 727 | 2 750 | 2 679 | 2 407 | 2 328 | 2 213 | 2 145 | 2 090 | 2 016 |

| 1962  | 1968  | 1975  | 1982  | 1990  | 1999  | 2006  | 2011  | 2016  |
| ----- | ----- | ----- | ----- | ----- | ----- | ----- | ----- | ----- |
| 1 889 | 2 043 | 2 019 | 1 844 | 1 559 | 1 562 | 1 527 | 1 471 | 1 454 |

| 2021  | 2022  | - | - | - | - | - | - | - |
| ----- | ----- | - | - | - | - | - | - | - |
| 1 307 | 1 245 | - | - | - | - | - | - | - |

## Économie
La commune se trouve dans l'aire géographique et dans la zone de production du lait, de fabrication et d'affinage du fromage Valençay.

## Culture locale et patrimoine

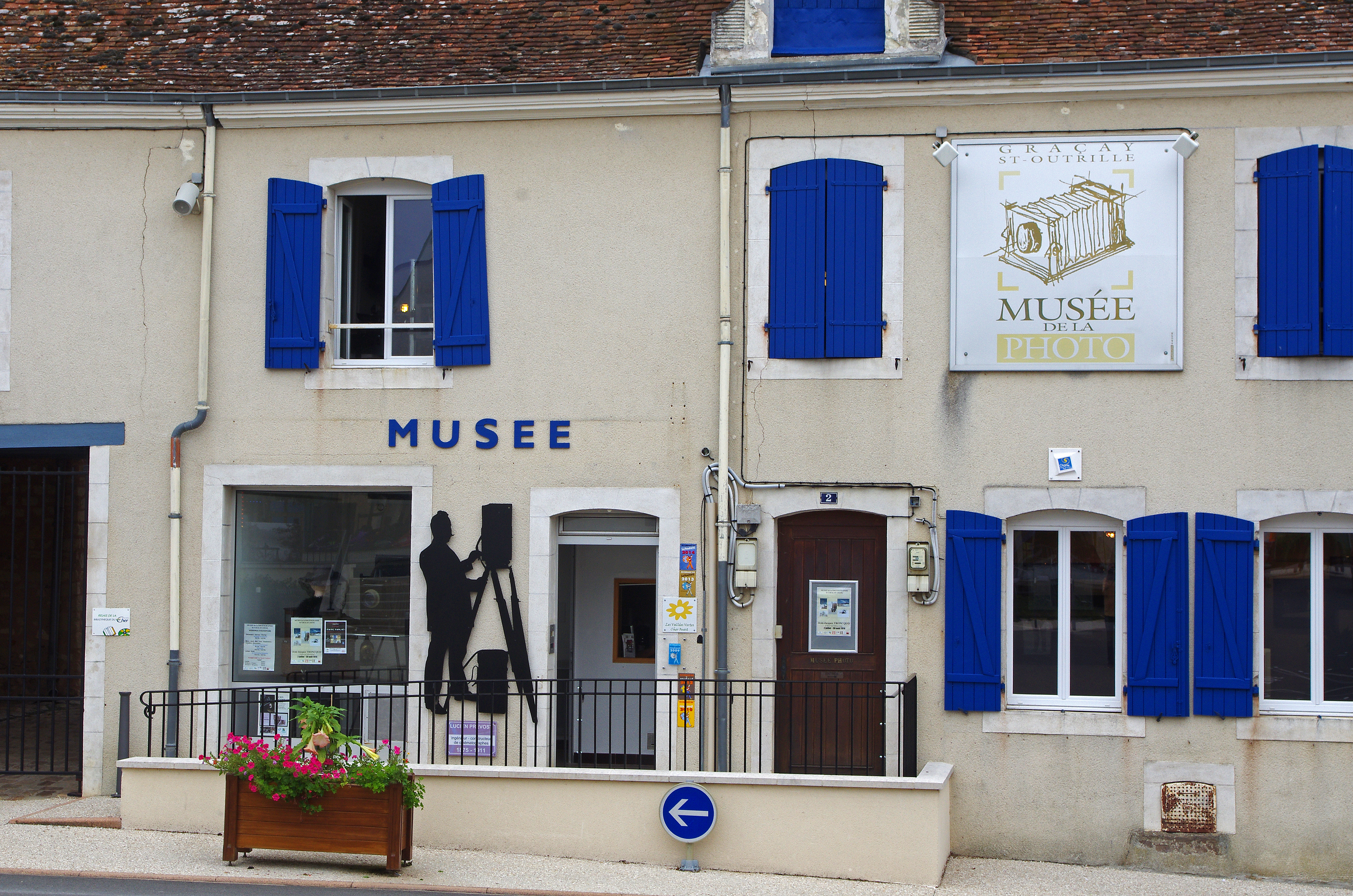
Le musée de la photographie.

### Lieux et monuments

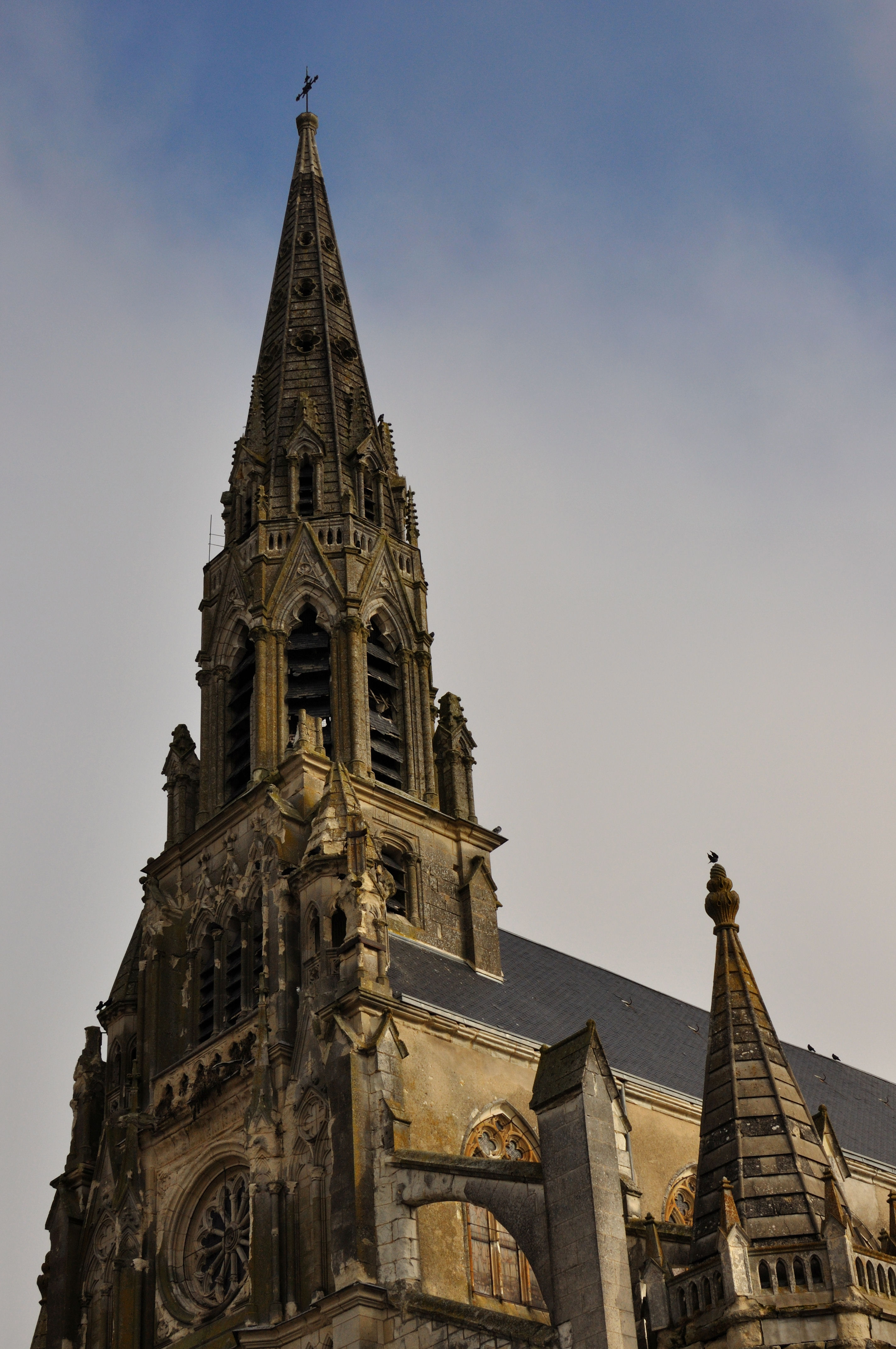
Église Notre-Dame de Graçay.

- L'église Notre-Dame : sur le pilier sud à l'entrée du chœur se trouve la statue de la Vierge d'Avexy, rescapée  de deux actes de vandalisme en 1793 et 1905. 
Son chœur se prolonge sur le déambulatoire par trois belles chapelles rayonnantes. L'ensemble est éclairé par 122 vitraux plus la rosace, dont 86 sont des dons des diocèses de France à l'image de leur saint patron. Le clocher abrite trois cloches qui datent de 1872. 
L'édifice est inscrit au titre des monuments historiques en 1992[34].
- L'abside Saint-Martin. Au Moyen Âge, Graçay possédait six églises : quatre extra-muros dont Saint-Outrille et deux intra-muros dont Saint-Martin. 
Il reste cette abside qui fut construite à la fin du XIe siècle. C'était un prieuré dépendant de l'abbaye de Massay. 
Pillée au moment des guerres de religion, elle servit de club, puis de salpêtrière pendant la Révolution française. 
À la fin du XVIIIe siècle, la nef et le clocher s'écroulèrent. Au cours d'une première tranche de travaux, un chantier de fouilles mit au jour des sépultures et permit de définir exactement le plan de l'église. Contrairement à la plupart des édifices, elle est orientée nord-est et non est-ouest. De pur style roman, elle était construite sur le plan bénédictin avec une abside profonde, flanquée de deux absidioles débouchant sur un transept. On en voit les fondations à l'extérieur. L'édifice est inscrit à l'inventaire supplémentaire des  monuments historiques en 1930[35].
- Musée de la photographie de Graçay, 2 place du marché
- Le dolmen de la Pierre Levée également appelé la Grosse Pierre, il est d'époque néolithique et situé au village Aux Pois. 
En grès très dur, sa table mesure 2,40 m de diamètre sur 0,80 m d'épaisseur, appuyée sur deux pierres sur chant. L'édifice est inscrit au titre des monuments historiques en 1889[36].
- Château de Coulon classé et partiellement inscrit au titre des monuments historiques en 1994[37].
- Remparts anciennement allée des Tilleuls.

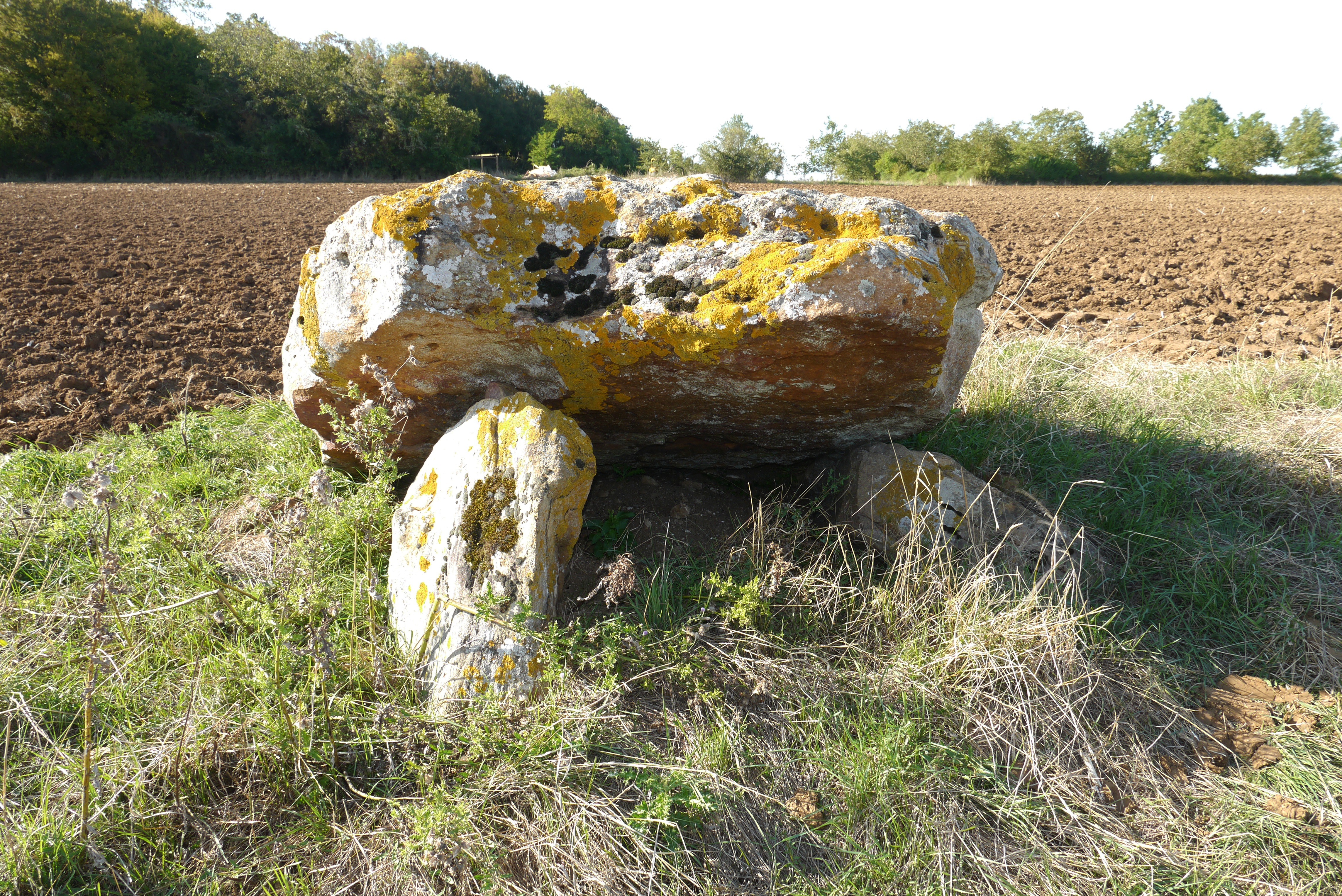
La Pierre levée
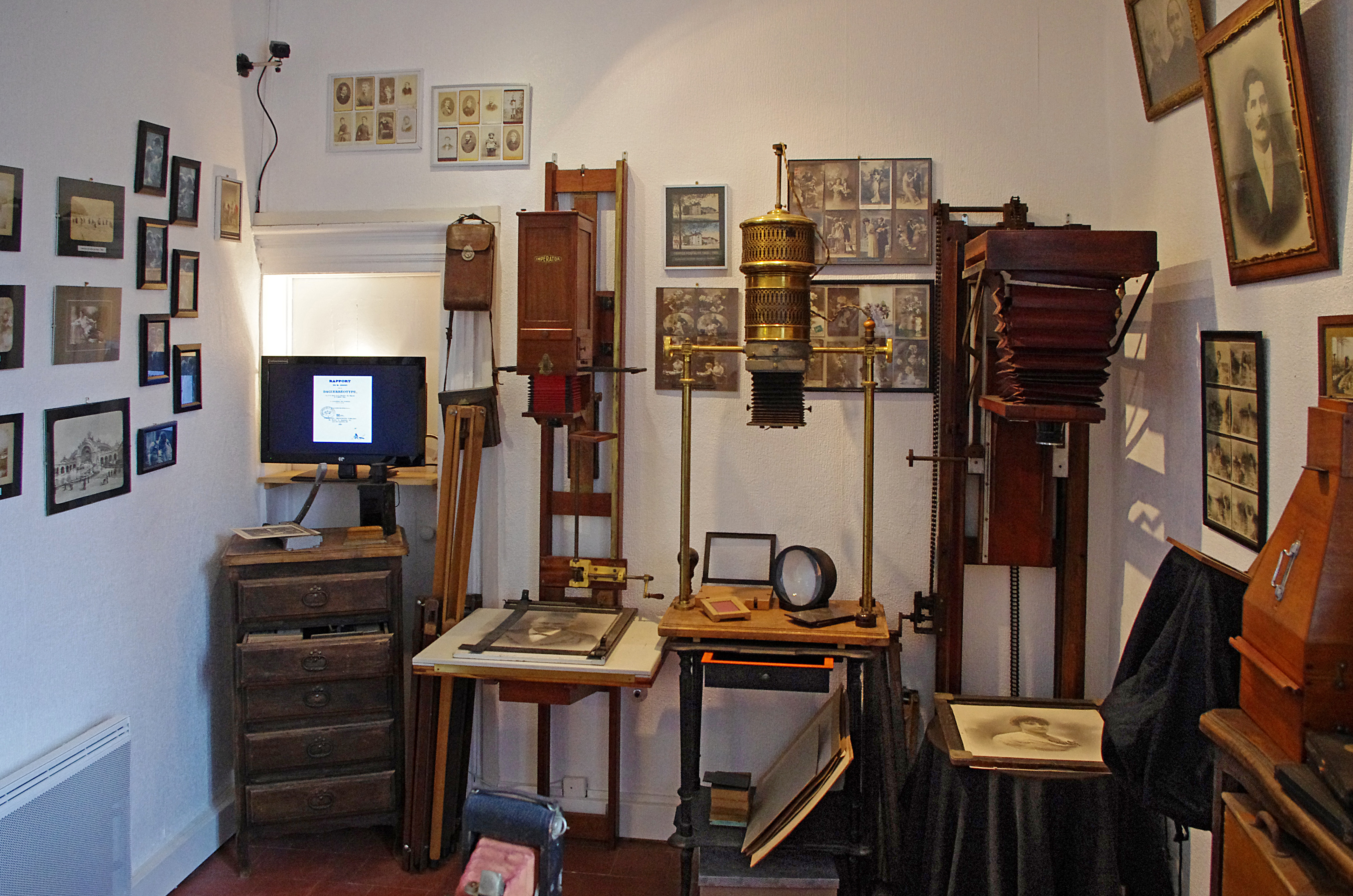
Musée de la photographie
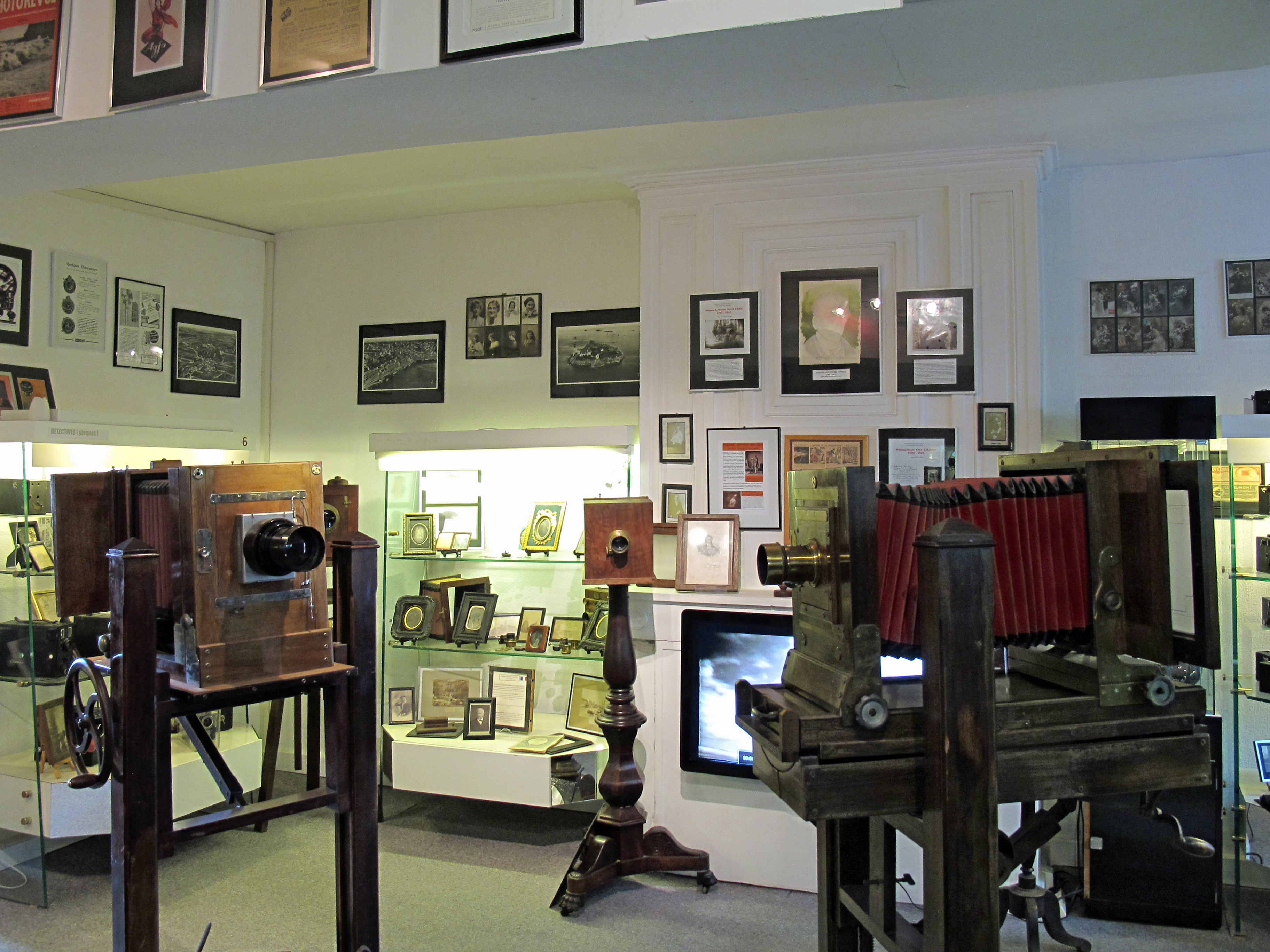

### Personnalités liées à la commune
- Arnaud de Cervole fut administrateur de la Baronnie de Graçay ;
- Jacques Bailly (1629-1679), né à Graçay, miniaturiste et graveur, peintre du roi, arrière-grand-père de Jean Sylvain Bailly, premier maire de Paris ;
- Alphonse Chigot (1824-1917), artiste peintre né à Graçay ;
- Lucien Prévost (1875-1911), inventeur des premières caméras cinématographiques[38] ;
- Jean Margraff (1876-1959), escrimeur médaillé aux Jeux olympiques de 1920 au sabre ;
- Edgard Ballon (1886-1963), athlète international français, y est né ;
- Anny Gould (1920-2013), chanteuse ;
- Daniel Bordier (1940-2004), artiste peintre.

### Héraldique
| Blason de Graçay | Blason  | D'azur au lion d'or.                                                                        |
| Blason de Graçay | Détails | Armoiries des anciens seigneurs de Graçay. Le statut officiel du blason reste à déterminer. |

### Animation culturelle
- Cinémobile.